# George Peele
George Peele (* 1556 in London; † 1596) war ein englischer Dramatiker.

## Leben und Werk
George Peele gehörte zu der ersten Generation von Bühnenautoren und Dramatikern des kommerziellen elisabethanischen Theaters, die die Erwartungen des Publikums maßgeblich prägten.
Er wurde wahrscheinlich im Juli 1556 in London als Sohn eines angesehenen Verwaltungsbeamten geboren, der selber schriftstellerisch tätig war, und am 25. Juli 1556 getauft. Sein Vater, der einer Familie aus Devonshire zu entstammen scheint, arbeitete in der Verwaltung des Londoner Christ’s Hospital und verfasste neben mehreren Texten für Festspiele und Umzüge in London zwei Abhandlungen über die Buchführung.
George Peele begann 1571 sein Studium am Pembroke College in Oxford. 1574 wechselte er zum Christ Church College, wo er 1577 seinen Bakkalaureus und 1579 seinen Magistergrad erwarb. Um 1580/81 zog er nach London und widmete sich dort der Schriftstellerei.
Peele gehörte zu den sogenannten University Wits, jenen akademisch ausgebildeten, gelehrten Dichtern, die vor allem in 1580er und 1590er Jahren die Entwicklung des elisabethanischen Theaters stark beeinflussten.
Er starb vermutlich 1596 völlig verarmt. Bereits kurz nach seinem Tode gelangte er zu dem Ruf, ein allen Lastern verfallener Bohémien gewesen zu sein. Diese Einschätzung konnte in der neueren Forschung jedoch nicht bestätigt werden.
Peele hinterließ fünf Theaterstücke und verfasste ungesichert um 1589 The Turkish Mahomet and Hyron, the fair Greek, das nie gedruckt wurde und verloren gegangen ist, sowie verschiedene Gelegenheitsgedichte.
Das erste überlieferte Bühnenwerk von Peele ist The Arraignment of Paris, ein zwischen 1581 und 1584 entstandenes lyrisches Schäferspiel, das mit einer Hommage an Königin Elisabeth I. abschließt. Anschließend verfasste Peele für die Londoner Volkstheater verschiedene Stücke, unter anderem The Battle of Alcazar (um 1590), David and Bethsabe  (vermutlich zwischen 1594 und 1599) und The Old Wives’ Tale (vermutlich zwischen 1588 und 1594).
Unter zeitgenössischen Schriftstellerkollegen war Peele sehr geschätzt; sein Werk wurde mit dem von Christopher Marlowe verglichen, dessen dramatische Sprachkunst er nahezu erreichte. Gerühmt wurde auch die Vielseitigkeit seiner dramatischen Werke: So dramatisierte er verschiedene Mythen Ovids, ahmte Seneca nach, verfasste biblische und historische Stücke und verarbeitete einheimische Sagenstoffe. Charakteristisch für seine Dramen ist der episodische Aufbau: Die einzelnen Episoden sind oftmals nur lose miteinander verknüpft und erzielen ihre Wirkung insbesondere durch ihre Mischung von lyrischen und grausamen Szenen.
Peele prägte den Charakter des englischen Volkstheaters maßgeblich mit durch seine Unbekümmertheit, mit der er die unterschiedlichsten Quellen für das Drama erschloss und Motive und Stimmungen mischte. Ebenso prägend war die Breite seines Sprachregisters, die den eleganten Ton des Hofes ebenso auf die Bühne brachte wie die derbe Sprache der ländlichen Figuren.
Darüber hinaus schrieb Peele wie bereits zuvor sein Vater für mindestens drei Anlässe allegorische Historienspiele für die mittelalterlichen Festumzüge (pageants) in London 1585, 1588 und 1591. Erhalten geblieben sind die Texte zweier seiner pageant plays, die Spiele The Pageant before Woolstone Dixie aus dem Jahre 1585 und Descensus Astrææ, das 1591 anlässlich der Amtseinführung des Londoner Lord Mayor William Web aufgeführt wurde.
Peeles Werke wurden in gesammelter Form erstmals von Alexander Dyce (London 1828, weitere Ausgaben 1829–1839, 3 Bd., Neuauflage 1883), Henry Morley (1889 ?) und Arthur Henry Bullen (Boston 1888, 2 Bd.) herausgegeben.

## Sonstiges
Zu den Gelegenheitsdichtungen Peeles zählt auch Polyhymnia, eine Blankvers-Schilderung höfischer Zeremonien aus dem Jahre 1590, die mit dem Sonett A Farewell to Arms abschließt. William Makepeace Thackeray, einer der bedeutendsten englischen Autoren des Viktorianischen Zeitalters, zitiert ebendieses Sonett im 76. Kapitel seines Romans The Newcomes (dt. Die Newcomes, 1855); zudem ist dieses Sonett titelgebend für den 1929 erschienenen berühmten Roman A Farewell to Arms des amerikanischen Schriftstellers Ernest Hemingway, der mehrfach verfilmt wurde.

## Theaterstücke (Auswahl)
- The Arraignment of Paris (gedruckt 1584)
- Edward I, Famous Chronicle of King Edward the First (1593);
- The Old Wives’ Tale (1595);
- Love of King David and Fair Bethsaba, sein Hauptwerk (erst nach seinem Tod 1599 gedruckt)
- The Battle of Alcazar (aufgeführt 1588–1589, gedruckt 1594), anonym veröffentlicht, mit hoher Wahrscheinlichkeit George Peele zuzuordnen

## Werkausgabe
- Charles Tyler Prouty (Hrsg.): The Life and Works of George Peele. 3 Bände. Yale University Press,  New Haven 1952–1970.